# Песегов, Алексей Алексеевич
Алексей Алексеевич Песегов (род. 10 марта 1953, село Дубинино, Шарыповский район, Красноярский край, РСФСР, СССР) — российский театральный режиссёр, главный режиссёр Минусинского драматического театра, Заслуженный деятель искусств России (2002).

## Биография
Работает в Минусинском драматическом театре с 1974 года. Долгое время проработав главным режиссёром этого театра, в 2010 году становится его художественным руководителем.
В 1994 году окончил Екатеринбургский театральный институт.

## Постановки
«Сотворившая чудо» У. Гибсона, «Панночка» Н. Садур, «Касатка» А. Толстого, «Гранатовый браслет» А. Куприна, «Любовь» М. Шизгала, «Чайка» А. Чехова, «Циники» по А. Мариенгофу, «Наваждение Катерины» по Н. Лескову, «Вишневый сад» А. Чехова, «Ромео и Джульетта» У. Шекспира и др.

## Фестивали
Спектакли режиссёра — постоянные участники многих престижных театральных фестивалей, в числе которых — Национальный театральный фестиваль «Золотая Маска» (2004 — специальный приз жюри фестиваля), Международный Рождественский фестиваль искусств в Новосибирске , Всероссийский фестиваль «Реальный театр», Межрегиональный театральный фестиваль «Ново-Сибирский транзит» .
В Новосибирском академическом молодёжном театре «Глобус» поставил спектакли: «Русское варенье» Л. Улицкой (2008), «Циники» А. Мариенгофа (2008) .